# هاينرش كلينغ
هاينرش كلينغ (بالألمانية: Heinrich Kling)‏ هو عسكري ألماني، ولد في 10 سبتمبر 1913 في كاسل في ألمانيا، وتوفي في 30 سبتمبر 1951 في بحيرة كونستانس في النمسا.